# Statue-menhir de Monteillet
La statue-menhir de Monteillet est une statue-menhir appartenant au groupe rouergat découverte à Coupiac, de l'Aveyron en France.

## Historique
La statue-menhir a été découverte lors de labours par Henri Granier, abandonnée au bord d'un champ puis transportée au hameau de Monteillet où elle a fait office de banc. En 2002, Jean-Pierre Suau l'a identifiée comme étant une statue-menhir. La statue-menhir est inscrite monument historique au titre d'objet depuis le 14 octobre 2019.

## Description
La statue-menhir a été sculptée dans une dalle de grès permien mesurant 0,85 m de hauteur sur 0,65 m de largeur et 0,27 m d'épaisseur. 
La statue est en mauvais état : la partie basse et le côté supérieur gauche sont manquants et les sculptures sont très érodées. Le visage est effacé, le seuls caractères anthropomorphes encore visibles sont le bras droit et la main gauche. Le personnage porte une ceinture, un baudrier et « l'objet » qui indique qu'il s'agit d'une statue masculine. Au dos, le baudrier comporte deux bretelles.